# Декантер (вино)

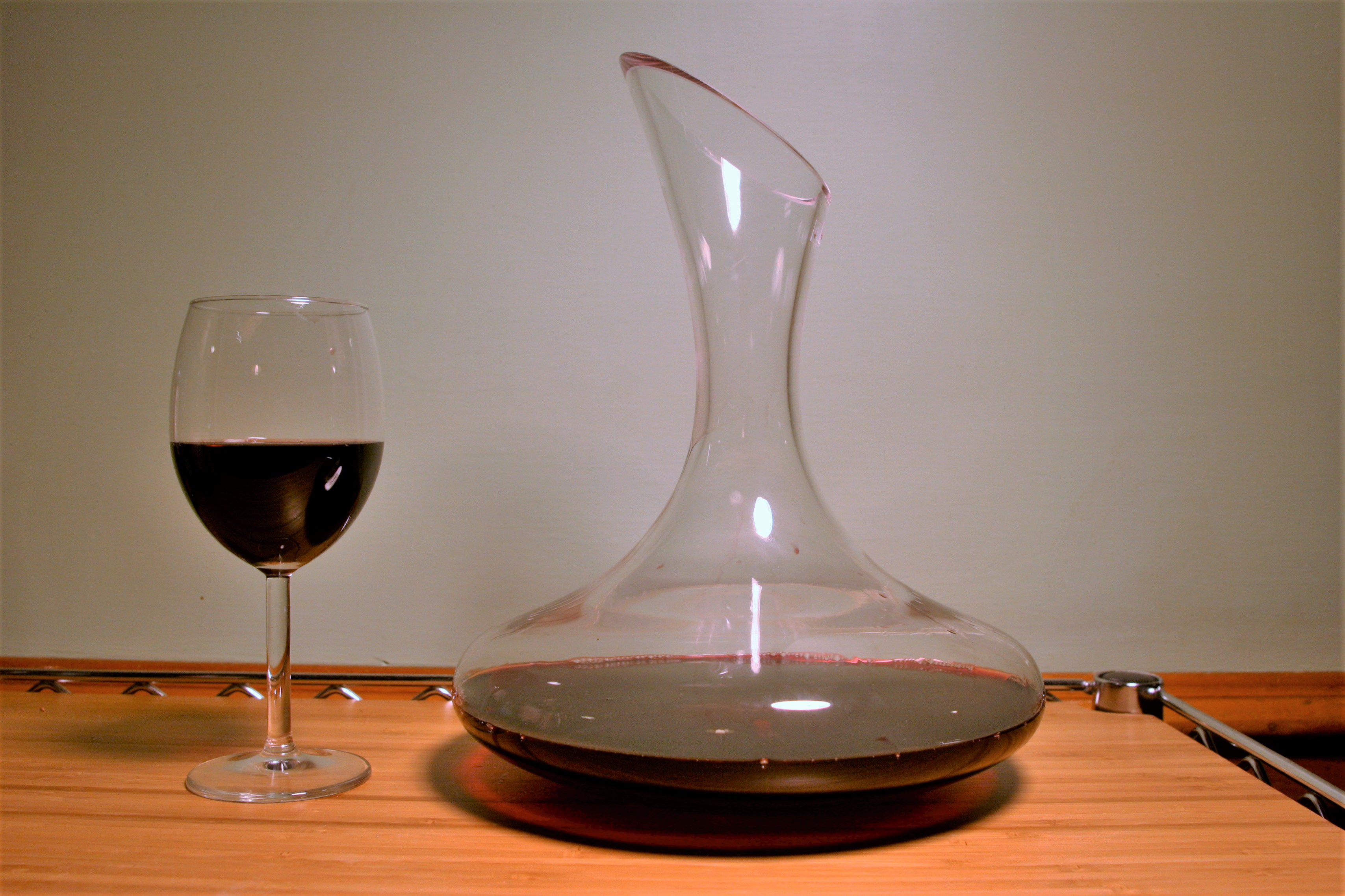
Классический декантер

Декантер (устар. «Декантатор», англ. decanter, от франц. décanter — «сцеживать, сливать») — стеклянный графин, предназначенный для сливания и подачи вина.
Классические графины производят из прозрачного стекла, хрусталина или хрусталя, выдутые вручную или произведённые на крупных производствах. Они рассчитаны на объём вина в один и два литра, для бутылок объёмом 0,75 литра и 1,5 литра соответственно.
Винные графины бывают различных форм и объёмов. Более дорогие модели часто производятся из цветного стекла и имеют вакуумную пробку, позволяющую сохранять вино от порчи в течение 2-3 суток.

## Декантация
Декантация (сливание) — переливание вина из бутылки в декантер с целью отделения его от осадка и аэрации. Аэрация молодого вина производится для ускорения окисления содержащихся в вине танинов и испарения диоксида серы. Выдержанные вина подвергаются этой процедуре для отделения от осадка, аэрации и проверки состояния после длительного хранения. 
Перед декантацией графин рекомендуется охладить до температуры вина. Некоторые перед процессом держат бутылку зрелого вина в вертикальном положении в течение нескольких часов, чтобы осадок успел осесть. Другие специалисты, наоборот, считают, что бутылку надо держать в горизонтальном положении, ибо именно так хранится вино, а смена положения может поднять осадок. После подготовки напиток медленно наливается в сосуд, чтобы не допустить попадания в него осадка. Декантер с молодым вином часто раскачивают после налива, чтобы в сливаемую жидкость мог попасть кислород. 
При переливании иногда используется свеча — её свет позволяет видеть, когда именно к горлышку декантера подойдёт взвесь или осадок: в этот момент переливание прекращается. Также применяется специальное сито. Иногда вино переливают обратно из сосуда в очищенную от осадка бутылку — это называется двойной декантацией.

Как правило, декантируются красные вина, особенно молодые. В XXI веке появилась тенденция декантировать некоторые игристые вина и отдельные сорта белых вин, однако она не является общепринятой. 

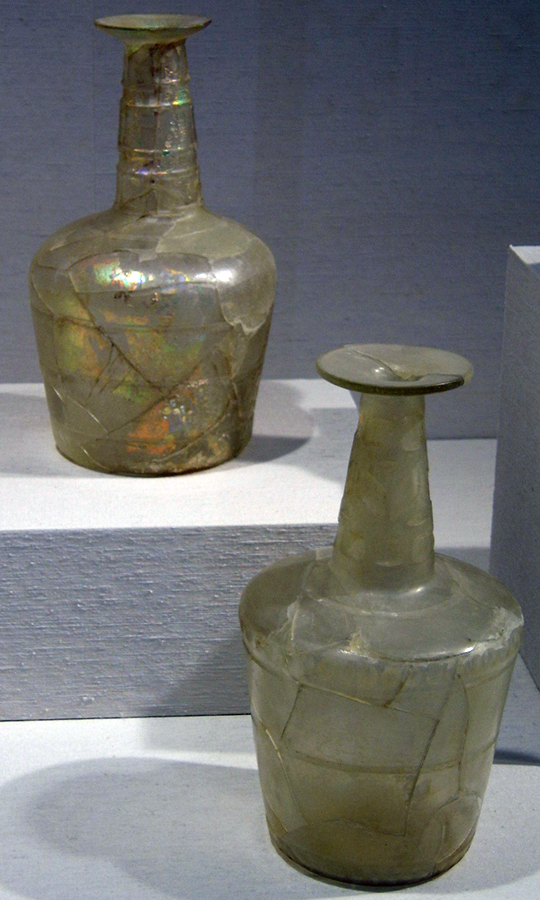
Средневековые персидские графины для вина (XI век)

Для выдержанных вин, как правило, используют декантеры с узким горлом и широким основанием, а для молодых — наоборот: с широким горлом для обеспечения доступа кислорода.

## Смысл использования декантера
Зрелые (выдержанные) вина нуждаются в сливании для отделения пигментационного осадка, выпавшего со временем хранения на дно бутылки. При переливании из бутылки в графин виночерпий (сомелье, бармен) традиционно отслеживает приближение осадка к горлышку бутылки в свете восковой свечи. После проведения непродолжительного времени в графине зрелые вина осторожно переливают в бокалы, оставляя на дне графина осадок, попавший из бутылки.
Молодые вина с высоким содержанием танинов (то есть с потенциалом для продолжительной выдержки) часто перед подачей нуждаются в переливании в графин, но не с целью отделения осадка, а для насыщения кислородом и ускорения процесса окисления, то есть для ускоренного созревания и готовности к употреблению. Для ускорения окисления графин с вином активно покачивают. Время окисления молодых вин может колебаться от 30 минут (пино-нуар) до трёх и более (бароло) часов перед подачей.